# Achimenantha naegelioides
Achimenantha es un género monotípico de plantas  perteneciente a la familia Gesneriaceae. Su única especie es: Achimenantha naegelioides.

## Taxonomía
Achimenantha naegelioides fue descrita por (Van Houtte) H.E.Moore y publicado en Baileya 19: 36. 1973.
Sinonimia
- Plectopoma × naegeloides Van Houtte[2][3]